# Angelina Weld Grimké
Pour les articles homonymes, voir Grimké.
Angelina Weld Grimké (27 février 1880 – 10 juin 1958) est une journaliste, dramaturge et poétesse afro-américaine, née à Boston (États-Unis). Elle est l'une des figures de la Renaissance de Harlem et l'une des premières femmes afro-américaine dont une pièce de théâtre fut jouée publiquement.

## Famille
Angelina est née à Boston, Massachusetts, en 1880 dans une famille métisse. Son père, Archibald Grimké (en), est un avocat noir diplômé de Harvard. Il est le second afro-américain à avoir obtenu un diplôme de cette université et devient plus tard vice-président de la NAACP. La mère d'Angelina, Sarah Stanley Grimké, est issue d'une famille abolitionniste de la classe moyenne blanche du Midwest. Elle est écrivain. Les parents d'Angelina vivent à Boston où son père a ouvert un cabinet d'avocat.
Le grand-père paternel d'Angelina est Henry Grimké. Il est issu d'une grande et riche famille de planteurs basée à Charleston en Caroline du Sud qui possède des esclaves. Sa grand-mère paternelle est Nancy Weston, une esclave métisse avec laquelle Henry entretient une relation après la mort de sa femme. Ils vivent ensemble et ont trois fils : Archibald, Francis et John (né après la mort de son père en 1852). Henry enseigne à Nancy et à ses fils à lire et à écrire. Ses deux sœurs, opposées à l'esclavage, quittent le Sud avant qu'il n'entretienne une relation avec Nancy Weston.
Ces dernières, Sarah Moore Grimké et Angelina Emily Grimké, deviennent des militantes abolitionnistes notables au Nord. Après le décès de Henry et Nancy, c'est elles qui élèvent Archibald et ses frères. Ce dernier nomme sa fille Angelina en référence à la tante qui l'a élevé.
L'oncle d'Angelina, Francis James Grimké, est diplômé de l'université Lincoln et du Princeton Theological Seminary et devient un pasteur presbytérien à Washington. Il épouse Charlotte Forten, Afro-américaine issue d'une grande famille abolitionniste de Philadelphie et personnalité importante de ce mouvement.

## Biographie
Le mariage d'Archibald Grimké et Sarah Stanley est l'objet d'une forte opposition de la part de la famille de Sarah. Ils se séparent en 1883, peu de temps après la naissance d'Angelina. Sarah retourne s'installer dans le Midwest avec sa fille âgée de 3 ans. Quelques années plus tard, son activité d'écrivain étant devenue plus consistante, Sarah confie Angelina (alors âgée de 7 ans) à Archibald avant de partir s'installer en Californie. Elle s'implique là-bas dans des mouvements spirituels non chrétiens avant de se suicider en 1898. Angelina et sa mère ne se reverront jamais et n'entretiendront pas ou peu de contact.
De l'âge de 14 à 18 ans, son père occupe le poste de consul en République dominicaine (1894 et 1898). Archibald juge préférable que sa fille ne l'accompagne pas à Saint-Domingue et la confie à Francis et Charlotte. Les nombreux récits qu'Archibald fait à sa fille de la vie là-bas font de son consulat un événement marquant de la vie d'Angelina,.
Angelina étudie à la Boston Normal School of Gymnastics, établissement qui devient le Wellesley College. Ses études terminées, Angelina et son père déménagent à Washington pour se rapprocher de leur famille.
Elle commence à enseigner l'anglais en 1902 à la Armstrong Manual Training School (en) puis obtient un poste en 1916 à la Dunbar High School (en), établissement renommé où elle compte parmi ses élèves le futur poète et dramaturge afro-américain May Miller. Pendant l'été elle prend des cours à l'université Harvard.
Angelina est victime en 1913 d'un accident de train qui laisse sa santé précaire. Elle s'occupe néanmoins de son père, tombé malade en 1928, jusqu'à sa mort en 1930. À la suite de cet événement elle quitte Washington pour New York et vit paisiblement à Brooklyn avec sa famille, menant une vie semi-recluse. Elle meurt en 1958.

## Carrière littéraire
Angelina Weld Grimké est décrite par certains comme appartenant à une époque qui précède la Renaissance de Harlem et par d'autres comme une figure de transition entre des écrivains de tradition plus ancienne et ceux de ce mouvement. Elle est néanmoins considérée comme l'une des figures du mouvement, et ce bien qu'elle ait vécu à Washington pendant cette période.
Grimké écrit depuis son enfance mais seulement une petite portion de ses écrits est publiée. Ses premières publications sont des essais, nouvelles et poèmes dans plusieurs magazines ou journaux noir-américains comme  The Crisis, le journal de la NAACP, et les journaux de la Renaissance de Harlem. Ses poèmes les plus connus sont The Eyes of My Regret, At April, Trees et The Closing Door. Ses textes sont par la suite réunis dans les anthologies de la Renaissance de Harlem. C'est à cette époque, en fréquentant les personnalités de ce mouvement, qu'elle se lie d'amitié avec la poétesse Georgia Douglas Johnson (en).
Angelina Weld Grimké écrit ensuite Rachel (en), l'une des toutes premières pièces de théâtre à protester contre le lynchage et les violences raciales,. Ce drame en 3 actes est écrit à la suite d'un appel de la NAACP à rédiger des œuvres qui permettraient de rallier l'opinion publique contre le film Naissance d'une nation. Sorti en 1915, ce film est accusé de glorifier le Ku Klux Klan et de présenter une vision raciste des noirs et de leur rôle durant la guerre de sécession et la reconstruction du Sud. Rachel est jouée en 1916 à Washington et New-York, avec un casting exclusivement afro-américain. L'accueil fait à la pièce est bon.
Rachel dépeint la vie d'une famille afro-américaine dans le Nord au début du XXe siècle. Le personnage-titre, Rachel, est une jeune mère afro-américaine dont on suit l'évolution et les questionnements alors que, victime de la ségrégation, elle élève son enfant dans la peur du lynchage. Chaque rôle de la pièce exprime une réponse différente à la discrimination raciale. Les thèmes de la maternité et de l'innocence des enfants, présents dans la pièce, sont des thèmes importants de l'œuvre d'Angelina Weld Grimké.
Rachel est publié en 1920.
Angelina Weld Grimké écrit ensuite une seconde pièce dénonçant le lynchage, Mara, dont certaines parties ne sont jamais publiées, et une nouvelle intitulée Goldie dont l'histoire est basée sur un lynchage réel qui se déroule en Géorgie en 1918. L'essentiel des écrits de fiction d'Angelina Weld Grimké traitent du thème du lynchage.

## Écrits
- To Theodore Weld on His 90th Birthday (1893),
- Longing (1901)
- Beware Lest He Awakes (1902),
- El Beso (1909),
- To Keep the Memory of Charlotte Forten Gimké (1915),
- To the Dunbar High School (1917)
- The Closing Door (1919),
- Rachel: A Play in Three Acts (Produite en 1916 puis éditée en 1920),
- The Black Finger (1923)